# يوميري هاناموري
يوميري هاناموري (花守ゆみり هاناموري يوميري) هي مؤدية اصوات يابانية ولدت في 29 سبتمبر 1997 في محافظة كاناغاوا.

## أدوارها في الأنمي

### مسلسلات أنمي تلفزيونية
- لعبة داروين - سوي[4]
- آن هابي - آن هاناكويزومي
- إيتوتاما - أوري-تان
- أص الديناري - ساتشيكو أوميموتو
- لانس آند ماسكس - ساي إيغاراشي
- ساكورا تريك - آي كاواتو
- رولينغ غيرلز - تشيايا ميسونو
- فتيات كرة الطاولة المشتعلات - كويوري تسوموجيكازي
- بداية كتاب السحر من نقطة الصفر - زيرو
- توكار - كوروسو إيتو
- مخيم الإسترخاء - ناديشيكو كاغاميهارا
- أوفرلورد II - إيفل آي
- كاليغولا - شونن دول
- راديان - سيث
- إبتسمي على منصة العرض - تشيوكي فوجيتو
- سيف قاتل الشياطين - المرشدة ذات الشعر الأبيض
- كيمونو جيهين - كون
- إعادة تجسيدي في هيئة هلام - شيزو ايزاوا
- ميرك ستوريا: الفتى الكسول و فتاة القارورة - توتو

### أفلام أنمي
- زهور الزجاج و العالم المحطم - ريمو
- لايد باك كامب موفي - ناديشيكو كاغاميهارا

## أدوارها في ألعاب الفيديو
- البطلة يونا يوكي: ذكريات بحر الأشجار - غين مينوا

## وصلات خارجية
- يوميري هاناموري على موقع IMDb (الإنجليزية)
- يوميري هاناموري على موقع ميوزك برينز (الإنجليزية)
- يوميري هاناموري على موقع قاعدة بيانات الفيلم (الإنجليزية)
- يوميري هاناموري على موقع كينوبويسك (الروسية)
- يوميري هاناموري على موقع ANN person (الإنجليزية)